# Unborn Love
„Unborn Love” – singel niemieckiej piosenkarki C.C. Catch wydany w Hiszpanii w 2010 roku przez wytwórnię IArt Group. Nagranie jest efektem współpracy artystki z Juanem Martinezem, hiszpańskim muzykiem new generation disco. Singel, poza czterema wersjami utworu tytułowego, zawierał również dwie odświeżone wersje nagrania „I Can Lose My Heart Tonight” w stylu muzyki new generation.

## Lista utworów

### Wydanie na CD-R[1]
1. „Unborn Love (Radio Version)” – 3:32
2. „Unborn Love (Extended Mix)” – 5:48
3. „Unborn Love (Millennium Style Edit)” – 3:56
4. „Unborn Love (Millennium Style Remix)” – 5:47
5. „I Can Lose My Heart Tonight 2010 (Radio Version)” – 3:40
6. „I Can Lose My Heart Tonight 2010 (Extended Mix)” – 5:18

## Autorzy[2]
- Muzyka: Juan Martinez (1, 2, 3, 4), Dieter Bohlen (5, 6)
- Autor tekstów: C.C. Catch (1, 2, 3, 4), Dieter Bohlen (5, 6)
- Śpiew: C.C. Catch
- Producent: Juan Martinez